# Governo mondiale (One Piece)
Il Governo mondiale (世界政府?, Sekai seifu) è l'organizzazione che governa il mondo nel manga One Piece di Eiichirō Oda; essa compare anche nella serie televisiva anime e nelle opere derivate.
Il Governo mondiale comprende 170 regni del mondo di One Piece. Questi restano autonomi, gestendo come vogliono i loro affari interni, ma cooperano tra di loro nelle più importanti questioni internazionali. Il compito del Governo mondiale è quello di mantenere la pace e l'ordine, punendo i criminali e proteggendo i liberi cittadini. Per fare ciò ha istituito due reparti operativi, la Marina e i Cipher Pol. In realtà, anche se ciò è ignoto ai più, le azioni del Governo mondiale sono spesso ben poco ortodosse: per mantenere l'ordine non esita a fare ricorso all'omicidio o alla corruzione. Molto spesso per i suoi fini nasconde la verità e ignora i diritti delle persone, usando la giustizia come scusa per perseguire i propri interessi e poi prendendosi meriti che non ha, con la chiara intenzione di costruirsi un'immagine di entità che rappresenta il bene assoluto, invincibile e perfetto. Dà una caccia spietata a tutti gli oppositori, accanendosi addirittura con chi ha avuto anche solo indirettamente e involontariamente a che fare con essi. Si impegna inoltre a mantenere il segreto sui Cento anni del grande vuoto precedenti alla formazione dello stesso Governo, 800 anni prima dell'inizio della storia.
Coloro che stanno ai vertici del Governo seguono la cosiddetta giustizia assoluta e vivono nella terra sacra di Marijoa, governata dai Cinque Astri di Saggezza; essi sono spaventati all'idea di perdere il loro potere e per questo cercano di mantenere l'equilibrio fra le tre grandi potenze mondiali — la Marina, la Flotta dei Sette e i Quattro Imperatori — per non cadere. Al di sopra dei Cinque Astri si trova Im, la massima autorità mondiale, la cui esistenza è tenuta segreta al mondo. Ogni quattro anni i sovrani di tutti gli stati membri si radunano in un consiglio detto Reverie in cui discute delle questioni più urgenti.
Nonostante la sua grande influenza e controllo sul mondo di One Piece, non tutti approvano le azioni del Governo e ci sono persone, come Monkey D. Dragon e la sua armata rivoluzionaria, che li combattono o altre, come i ricercatori di Ohara, che tentano di perseguire lo studio di materie classificate come proibite nonostante i limiti imposti dal Governo.

## Im
Im (イム?, Imu) è la massima autorità del mondo di One Piece. La sua esistenza sembra nota solo ed esclusivamente ai Cinque Astri di Saggezza e ai Cavalieri di Dio, in quanto chiunque altro ne venga a conoscenza viene immediatamente condannato a morte. Si presenta come una figura longilinea con un lungo mantello nero e una corona dalla forma molto allungata. Pare essere l'unica persona a cui è concesso sedersi sul Trono Vuoto e persino gli Astri di Saggezza si inchinano dinanzi a lui. Sembra essere in grado di trasformarsi in una creatura enorme e vagamente simile alla rappresentazione classica del diavolo, con ali da pipistrello, coda appuntita e armata di tridente, in grado di evocare oggetti da dei pentacoli e di fornire poteri sovrumani ad altre persone, ad esempio una rigenerazione pressoché illimitata se non addirittura l’immortalità, in cambio di una piccola parte della vita del bersaglio. Può poi possedere le persone a cui ha garantito tali poteri, utilizzandoli come medium. Durante il Reverie si rivela a Nefertari Cobra mentre questi conferisce con gli Astri di Saggezza: dopo aver chiesto e ottenuto alcune informazioni sulla sua antenata Lily, attacca il sovrano e Sabo, che era intervenuto per difenderlo, per impedire che la sua esistenza venga rivelata; ma mentre Cobra resta ucciso, Sabo riesce fortunosamente a fuggire.

## Cinque Astri di Saggezza

I Cinque Astri di Saggezza. Da sinistra a destra: San Topman Warcury, San Shepherd Ju Peter, San Ethanbaron V. Nusujuro, San Marcus Mars e San Jaygarcia Saturn.

I Cinque Astri di Saggezza (五老星?, Gorōsei) sono, formalmente, la massima autorità del Governo mondiale, del quale sono a capo. Ciascuno di essi detiene il titolo di "Dio Guerriero" (武神,?, Bushin) di un determinato aspetto amministrativo e politico del mondo, hanno pieno controllo delle varie forze armate governative (Marina, Cipher Pol e Flotta dei Sette) e la loro autorità è superiore persino a quella dei Nobili mondiali. Loro compito primario è amministrare il mondo di One Piece, principalmente mantenendolo in un costante equilibrio, e cercando di sopprimere con ogni mezzo qualunque persona o avvenimento possa anche solo lontanamente minacciarlo: in virtù di ciò, ad esempio, vent'anni prima dell'inizio della narrazione, venendo a conoscenza degli studi compiuti dagli archeologi di Ohara sul Secolo vuoto, ordinarono la distruzione dell'isola mediante Buster Call e, decenni dopo, autorizzarono Spandam sulla ricerca dei progetti dell'arma ancestrale Pluton per porre fine all'era della pirateria. In seguito, anche fattori come la crescente fama e pericolosità della ciurma di Cappello di Paglia, le conseguenze della battaglia di Marineford e dei fatti di Dressrosa e del Paese di Wa divengono per loro motivo di grande apprensione per il mantenimento di tale equilibrio. Pur agendo apparentemente in qualità di massima autorità mondiale, le loro decisioni risentono in realtà dell'autorità del reale e celato sovrano del mondo, Im.
I Cinque Astri sono: 
- San Jaygarcia Saturn (ジェイガルシア・サターン聖?, Jeigarushia Satān Sei), il "Dio Guerriero della difesa scientifica" (科学防衛武神?, Kagaku Bōei Bushin), si presenta come un anziano dalla folta barba e capelli bianchi, ed è solito camminare utilizzando un vecchio bastone. È in grado di trasformarsi in un gyūki, demone del folklore giapponese dal corpo di ragno e testa di toro[8]. Ha imposto a Orso Bartholomew il suo ingresso nella Flotta dei Sette e la sua trasformazione in un'arma priva di personalità al servizio del governo come condizioni per la cura di sua figlia Bonney. Anni dopo, scoperto il tradimento del governo da parte di Vegapunk e i suoi studi sul secolo buio si dirige personalmente ad Egghead assieme a Kizaru per eliminarlo, scontrandosi con Rufy e lo stesso Bartholomew[9]. Pur raggiungendo in gran parte gli obiettivi della missione, Saturn viene destituito e giustiziato da Im in conclusione della battaglia di Egghead per aver lasciato fuggire Rufy[10]. È doppiato in giapponese da Keiichi Noda e in italiano da Enrico Bertorelli (ep. 151), Sergio Romanò (ep. 225), Tony Fuochi (ep. 249), Oliviero Corbetta (ep. 511), Andrea De Nisco (ep. 736+).
- San Marcus Mars (マーカス・マーズ聖?, Mākasu Māzu Sei), il "Dio Guerriero dell'ambiente" (環境武神?, Kankyō Bushin), è un uomo alto dai lunghi capelli e barba bianchi. È in grado di trasformarsi in un itsumade, uccello mostruoso del folklore giapponese[8]. È doppiato in giapponese da Keiichi Sonobe e Masato Hirano (ep. 277) e in italiano da Antonio Paiola (ep. 277), Sergio Romanò (ep. 511, 887).
- San Topman Warcury (トップマン・ウォーキュリー聖?, Toppuman Wōkyurī Sei), il "Dio Guerriero della giustizia" (法務武神?, Hōmu Bushin), è un uomo calvo, dai lunghi baffi bianchi e una voglia sulla fronte. È in grado di trasformarsi in un fengxi, mostruoso cinghiale della mitologia cinese[8]. È doppiato in giapponese da Masato Hirano e in italiano da Mario Scarabelli (ep. 225) e Massimiliano Lotti (ep. 887).
- San Ethanbaron V. Nusujuro (イーザンバロン・Vブイ・ナス寿郎聖?, Īzanbaron Bui Nasujurō Sei), il "Dio Guerriero delle finanze" (法務武神?, Zaimu Bushin), è un anziano spadaccino, unico tra gli Astri di Saggezza a indossare un kimono bianco anziché un completo nero. È in grado di trasformarsi in un bakotsu, yokai dall'aspetto di un cavallo scheletrico avvolto dalle fiamme[8]. È doppiato in giapponese da Kenichi Ogata e in italiano da Stefano Albertini (ep. 151) e Antonio Paiola (ep. 887).
- San Shepherd Ju Peter (シェパード・十・ピーター聖?, Shepādo Jū Pītā Sei), il "Dio Guerriero dell'agricoltura" (農務武神?, Nōmu Bushin), ha l'aspetto più giovane tra gli Astri, avendo capelli, barba e baffi biondi e la pelle scura. È in grado di trasformarsi in un verme delle sabbie[8]. È doppiato in giapponese da Yasunori Masutani e in italiano da Gianluca Iacono (ep. 277), Luca Ghignone (ep. 301), Sergio Romanò (ep. 316), Mario Scarabelli (ep. 511), Dario Agrillo (ep. 736).
- San Figurland Garling (フィガーランド・ガーリング聖?, Figārando Gāringu Sei) è, inizialmente, il comandante supremo dell'ordine dei Cavalieri di Dio, nonché il padre di Shanks e Shamrock. Trentasei anni prima dell'inizio della narrazione, quando era un semplice Cavaliere di tale ordine, partecipò ad una truculenta caccia all'uomo sull'isola di God Valley, nel Mare Occidentale. Dopo gli eventi di Egghead, entra a far parte dei Cinque Astri di Saggezza, venendo nominato "Dio Guerriero della difesa scientifica" in sostituzione di San Jaygarcia Saturn[10]. È doppiato in giapponese da Kazuhiro Yamaji.

## Cavalieri di Dio
L'ordine dei Cavalieri di Dio (神の騎士団?, Kami no Kishidan) costituisce un'élite armata molto influente, investita di funzioni giurisdizionali ed esecutive verso i Draghi Celesti. Sono costituiti, almeno in parte, da Nobili mondiali, ma ad altri può essere consentito di unirsi ai loro ranghi se vengono invitati. Inizialmente, il loro comandante supremo è Figurland Garling.
- San Figurland Shamrock (フィガーランド・シャムロック聖?, Figārando Shamurokku Sei) è figlio di Figurland Garling e gemello di Shanks il Rosso; dopo la nomina del padre ad Astro di Saggezza, diviene il leader dei Cavalieri di Dio, venendo inviato insieme a Gunko a Erbaf per cercare di costringere Loki a unirsi ai Cavalieri. Possiede una sciabola che ha il potere di trasformarsi a comando in un cane a tre teste, le quali a propria volta possiedono delle lame che escono da ciascuna delle loro bocche.
- San Manmayer Gunko (マンマイヤー・軍子宮?, Manmaiyā Gunko Gū) è una giovane ragazza appartenente ai Cavalieri di Dio, inviata insieme a Shamrock a Erbaf per tentare di costringere Loki a unirsi a loro. Visto il fallimento della missione, rimane sull'isola per aiutare Sommers e Killingham a rapire i bambini dei giganti. Possiede i poteri del frutto Aro Aro (アロアロの実?, Aro Aro no mi) che le consente di creare dei vettori, utilizzandoli sia come vere e proprie frecce che per aumentare la forza dei suoi attacchi, oltre che per controllare i movimenti o gli attacchi degli avversari[12].
- San Shepherd Sommers (シェパード・ソマーズ聖?, Shepādo Somāzu Sei) è un nobile mondiale appartenente ai Cavalieri di Dio, convocato da Shamrock a Erbaf per costringere i giganti alla sottomissione. Possiede i poteri del frutto Iba Iba (イバイバの実?, Iba Iba no mi) che gli consente di creare dei viticci spinosi attorno a sé e ad altre persone. Queste spine feriscono chi tocca la persona afflitta da questo potere in maniera proporzionale al legame che ha con lei.
- San Limosiv Klingham (リモシフ・キリンガム聖?, Rimoshifu Kiringamu Sei) è un nobile mondiale appartenente ai Cavalieri di Dio, convocato da Shamrock a Erbaf per costringere i giganti alla sottomissione. Possiede i poteri del frutto Dino Dino modello qilin (リュウリュウの実 モデル麒麟?, Ryū Ryū no Mi Moderu Kirin) che gli consente di trasformarsi in un qilin e gli conferisce inoltre capacità legate al sonno. Può far addormentare grandi gruppi di persone e manifestare cose dai loro sogni.

## Nobili mondiali

Simbolo dei Nobili mondiali

I Nobili mondiali (世界貴族?, Sekai kizoku), noti anche come "Draghi celesti" (天竜人?, Tenryūbito), sono i discendenti di diciannove delle venti famiglie reali (esclusa la famiglia Nefertari) che ottocento anni prima dell'inizio della storia, al termine del Secolo buio, sconfissero l'Antico Regno e diedero vita al Governo mondiale. Hanno facoltà di convocare in qualsiasi momento un ammiraglio e la CP0 è sotto il loro diretto comando; hanno inoltre un'enorme influenza, ancor più di quella dei regnanti che partecipano al Reverie, e possiedono un oggetto segreto chiamato "tesoro nazionale" la cui esistenza, se rivelata, a detta di Do Flamingo metterebbe in subbuglio il mondo intero. Spietati e crudeli, vivono nel lusso a Marijoa e frequentano le aste umane collezionando schiavi; sono inoltre talmente snob da indossare delle maschere di resina per non respirare l'aria della gente comune e non si fanno problemi a sparare a vista a chiunque non si prostri al loro passaggio. Il loro simbolo, impresso sulla schiena dei loro schiavi, è chiamato "Zoccolo del drago cavalcacielo" (天駆ける竜の蹄?, Ama kakeru ryū no hizume) e consiste in un disco rosso con intorno quattro triangoli allungati: chi porta questo marchio è classificato come qualcosa di meno che umano e lo stesso viene ritenuto una maledizione insopportabile. In casi estremi di diatribe particolarmente gravi tra i Nobili, la loro soluzione viene affidata ai Cavalieri di Dio.

### Roswald
San Roswald (ロズワード聖?, Rozuwādo Sei) è uno dei Nobili mondiali. È il padre di Shalulia e Charloss e sembra essere il membro più responsabile della famiglia finora comparso. Non è mai stato visto molestare qualcuno, sebbene non si opponga ai maltrattamenti che compiono i suoi figli. Talvolta rimprovera i suoi figli per i loro gesti sconsiderati. Compare per la prima volta sull'arcipelago Sabaody, dove partecipa all'asta di umani. Quando Rufy prende a pugni suo figlio, Roswald infuriato inizia a sparare al pirata e alla sua ciurma e invoca l'intervento di un ammiraglio, venendo però tramortito da Usop che gli cade involontariamente addosso. È doppiato in giapponese da Hirohiko Kakegawa e in italiano da Cesare Rasini.

### Shalulia
San Shalulia (シャルリア宮?, Sharuria Gū) è una dei Nobili mondiali, figlia di Roswald. È molto crudele con chiunque crede essere inferiore a lei e non mostra alcun rispetto per la vita umana. Compare per la prima volta all'arcipelago Sabaody; in tale occasione il suo schiavo Devil Dias tenta di scappare, ma non riesce nell'impresa in quanto il suo collare esplode. All'asta umana, adirata per il trambusto generato dalla ciurma di Cappello di paglia e dai Tobiuo Riders, spara a Disco e cerca di uccidere la sirena Kayme, ma viene bloccata da Silvers Rayleigh che la investe con la sua Ambizione, facendola svenire. Dopo la fuga dei pirati, giura verso la ciurma di Cappello di Paglia vendetta per avere macchiato e disonorato la sua famiglia. È doppiata in giapponese da Rumi Kasahara e in italiano da Gea Riva.

### Charloss
San Charloss (チャルロス聖?, Charurosu Sei) è uno dei Nobili mondiali, figlio di Roswald. Prova un forte disprezzo verso tutti gli umani a lui inferiori e si accanisce contro i suoi schiavi anche in modo più crudele rispetto alla sorella ma, a differenza dei propri parenti, ha una personalità molto più immatura e codarda. Spende molti soldi per comprare degli schiavi e usa un umano come mezzo di locomozione. Si reca con il padre e la sorella all'asta umana dell'arcipelago Sabaody, dove intende comprare Kayme. Le sue intenzioni sono però frustrate dall'arrivo di Rufy e Zoro, i quali fanno irruzione nella casa d'aste per cercare di impedire l'acquisto della sirena. Quando Hacchan cerca di fermarli, Charloss gli spara, facendo infuriare Rufy, che lo colpisce con un forte pugno tramortendolo. Riappare durante il Reverie dove tenta di rapire Shirahoshi, ma viene colpito e fermato da Myosgard. È doppiato in giapponese da Chafūrin e in italiano da Francesco Orlando.

### Donquijote Myosgard
San Donquijote Myosgard (ドンキホーテ・ミョスガルド聖?, Donkihōte Myosugarudo Sei) è un Nobile mondiale che voleva recarsi sull'isola degli uomini-pesce nella speranza di catturare qualche esemplare di uomo-pesce per la sua collezione, ma vi giunge da naufrago; alcuni ex schiavi vorrebbero finirlo ma la regina Otohime sopraggiunge facendogli da scudo e intercedendo presso il popolo per lui. Poche settimane dopo, ormai guarito, torna in superficie accompagnato dalla stessa regina, la quale ottiene così il suo consenso per trasportare l'isola degli uomini-pesce in superficie. Ricompare durante il Reverie, mostrando un cambiamento totale della sua persona, dove ferma Charloss dal tentativo di rapire Shirahoshi: scusandosi con i presenti del comportamento del Drago Celeste, spiega che l'ormai defunta regina Otohime gli ha aperto gli occhi, facendolo diventare più umano. Quindi assicura alla famiglia Nettuno la propria protezione contro futuri disturbi da parte di altri Draghi Celesti: per questo motivo, dopo il reverie, viene giustiziato da Figurland Garling. È ritenuto strano dagli altri nobili mondiali, in quanto ha deciso di non avere più schiavi. È doppiato in giapponese da Tetsuo Gotō e in italiano da Francesco Orlando.

### Donquijote Homing
San Donquijote Homing (ドンキホーテ・ホーミング聖?, Donkihōte Hōmingu Sei) è il padre di Do Flamingo e Rosinante e un discendente della famiglia Donquijote, che un tempo regnava su Dressrosa. Convinto dell'uguaglianza tra le persone, decise di rinunciare al titolo di Nobile mondiale e di portare tutta la famiglia a vivere tra la gente comune. Solo troppo tardi si rese conto di quanto la gente comune odiasse i draghi celesti per le atrocità che essi gli avevano causato. I cittadini bruciarono quindi la loro casa e tentarono di catturarli per potersi vendicare di loro; Homing e la sua famiglia furono costretti costantemente a fuggire per evitare il linciaggio, riducendosi in povertà. A causa delle misere condizioni in cui vivevano, Homing pregò i Nobili mondiali di aiutare la sua famiglia, venendo tuttavia respinto, così sua moglie morì di malattia. Homing venne infine ucciso dal figlio Do Flamingo, il quale lo disprezzava per avere condannato la famiglia alla povertà. È doppiato in giapponese da Manabu Muraji e in italiano da Mattia Bressan. In una dichiarazione rilasciata da Oda, si viene a sapere che il nome originale di Homing avrebbe dovuto essere Donquijote Dressking, aggiungendo che Homing e Cobra erano grandi amici.

## Kong
Kong (コング?, Kongu) era, all'epoca dei pirati Rocks, un ammiraglio della Marina, poi promosso a grand'ammiraglio durante l'era successiva dominata da Gol D. Roger. Appare in seguito alla battaglia di Marineford e si scopre essere divenuto comandante delle forze militari del Governo mondiale (世界政府全軍総帥?, Sekai seifu zengun sōsui). Si dice dispiaciuto che i più grandi marine dai tempi di Gol D. Roger abbiano deciso di dimettersi, ma ottiene che Sengoku e Garp rimangano in Marina per addestrare le nuove reclute. È doppiato in giapponese da Unshō Ishizuka e in italiano da Riccardo Peroni.

## Cipher Pol

Copertina del volume 42 del manga, raffigurante alcuni dei membri della CP9: in primo piano da sinistra Jabura, Lucci e Kaku; dietro, da sinistra Fukuro, Spandam, Califa e Kumadori; sullo sfondo Funkfreed in forma elefante.

I Cipher Pol (サイファーポール?, Saifāru Pōru) costituiscono i servizi segreti del Governo mondiale. Ufficialmente sono otto, ma ne esiste anche un nono, la cui esistenza è tenuta segreta, che a differenza degli altri ha la licenza di uccidere chiunque sia ritenuto un nemico del Governo: i membri del CP9 (シーピーナイン?, Shī Pī Nain), del quale in passato faceva parte anche Who's Who, utilizzano infatti, con vari gradi di abilità, l'arte marziale nota come Rokushiki, che li rende letali anche a mani nude. Lo scopo del CP9 è l'individuazione e la neutralizzazione dei pericoli all'ordine costituito dal Governo mondiale e uno dei metodi che utilizzano i suoi agenti è l'infiltrazione nelle organizzazioni o nei regni che ritengono pericolosi. La ciurma di Cappello di Paglia incontra questi agenti a Water Seven, dove sono in missione da ben cinque anni in cerca dell'arma ancestrale Pluton. La loro sede è nella torre di giustizia di Enies Lobby e il loro capo è Spandam. Dopo il salto temporale viene presentato anche un altro Cipher Pol, il Cipher Pol Aigis-0 (サイファーポール"イージス"ゼロ?, Saifā Pōru Ījisu Zero) o semplicemente CP0 (シーピゼロ?, Shī Pī Zero), conosciuto come il miglior organo d'intelligence al mondo, ma a differenza degli altri reparti, i suoi membri agiscono sotto il diretto comando dei Nobili mondiali.

### Spandam
Spandam (スパンダム?, Supandamu) è il capo del CP9, sebbene abbia capacità combattive inferiori a quelle di un marine semplice. Figlio di Spandine, precedente capo del gruppo, è l'antagonista principale insieme a Rob Lucci delle saghe di Water Seven e Enies Lobby. Il suo scopo è trovare ad ogni costo i progetti dell'arma ancestrale Pluton. A differenza dei suoi colleghi, mostra chiaramente di non agire in nome della giustizia, ma solo per ottenere prestigio. Si dimostra estremamente spietato e crudele ma altrettanto pavido, goffo e codardo; fisicamente è piuttosto debole, anche se molto resistente, e si limita ad impartire ordini senza prendere parte alle battaglie se non in casi eccezionali. La sua spada, chiamata Funkfreed, ha assimilato il frutto Zoo Zoo Ele Ele (ゾウゾウの実?, Zou Zou no Mi) ed è pertanto in grado di trasformarsi in un elefante. In passato, grazie ad un'azione illegale, è riuscito a incolpare Tom e lo ha fatto deportare a Enies Lobby, dove poi venne giustiziato, affinché consegnasse i progetti di Pluton al Governo mondiale: a causa di ciò è stato più volte colpito al volto da Franky ed è per questo che indossa una maschera di cuoio; grazie a tale azione, però, è stato promosso da direttore del CP5 a capo del CP9. A Enies Lobby viene colpito prima da Usop con due stelle esplosive, poi da Franky e infine da Nico Robin, che gli spezza la spina dorsale neutralizzandolo. Prima di essere messo fuori causa accusa del fallimento e della distruzione di Enies Lobby i suoi sottoposti e li rende ricercati dal Governo. È il responsabile del Buster Call su Enies Lobby: per comunicare con gli agenti del CP9, invece di parlare attraverso un semplice lumacofono, usa per errore il lumacofono d'oro consegnatogli dall'ammiraglio Aokiji e accidentalmente preme il pulsante di chiamata. Ricompare due anni dopo subito dopo gli eventi di Dressrosa insieme a Rob Lucci, questa volta come suo sottoposto nel CP0. È doppiato in giapponese da Masaya Onosaka e in italiano da Marco Balzarotti.

### Rob Lucci
Rob Lucci (ロブルッチ?, Robu Rucchi) è il più forte agente del CP9. Ha mangiato il frutto Zoo Zoo Felis Felis, modello leopardo (ネコネコの実 モデル豹?, Neko Neko no Mi, Moderu Reoparudo), che aumentando in maniera esponenziale la sua forza fisica e l'istinto aggressivo ha migliorato ancor di più le sue già straordinarie doti combattive. Nell'uso delle Rokushiki è tanto superiore ai suoi colleghi da poterne usare una ulteriore, il Rokuogan, che consente di sprigionare un impatto potentissimo in grado di devastare il corpo del nemico; è poi in grado di utilizzare il Ritorno alla vita, grazie alla quale riesce a controllare ogni cellula del proprio corpo e che usa soprattutto per ridurre l'enorme stazza della sua forma ibrida rendendosi molto più agile e veloce. Persegue l'ideale della "giustizia oscura"", reputando la malvagità necessaria per raggiungere i suoi obiettivi. In realtà, nonostante agisca sempre rimarcando il proprio dovere di uccidere gli oppositori del Governo Mondiale, non c'è alcun sentimento patriottico dietro le sue azioni: Lucci agisce con l'unico scopo di soddisfare la propria sete di sangue. È sempre accompagnato dal suo piccione Hattori (ハットリ?) con il quale, durante l'infiltrazione alla Galley-la, si esibisce come ventriloquo. Cinque anni prima della storia viene incaricato dal Governo di infiltrarsi nella Galley-la, assieme a Califa, Blueno e Kaku, per recuperare i progetti di Pluton in possesso del presidente Iceburg: dopo aver rivelato il loro doppio gioco e aver neutralizzato Pauly e Rufy, Lucci e i suoi compagni catturano Franky e Usop, tornando a Enies Lobby dopo che Nico Robin si è consegnata loro. Qui Lucci affronta nuovamente Rufy, uscendone sconfitto. Incolpato assieme ai compagni da Spandam per il fallimento dell'operazione, viene tuttavia graziato dal Governo che gli permette di entrare nella CP0. Viene mandato a Egghead a uccidere Vegapunk assieme a Kaku e Stussy, ma viene intercettato e fermato da Rufy e dalla stessa Stussy, rivelatasi alleata dello scienziato, che cattura lui e Kaku. Liberatisi a seguito del tradimento di York, Lucci riesce a neutralizzare Stussy colpendola alle spalle, ma viene bloccato e sconfitto da Zoro. È doppiato in giapponese da Tomokazu Seki e in italiano da Claudio Moneta.

### Kaku
Kaku (カク?, Kaku) è il secondo agente più forte del CP9. Quando lavorava a Water Seven sorrideva spesso, mentre da quando rivela di essere un membro della CP9 diventa piuttosto freddo e apatico. Molte persone hanno affermato che nonostante la sua giovane età parla usando espressioni tipiche delle persone anziane. Per diversi anni ha lavorato a Water Seven come carpentiere all'interno della Galley-La Company. È lui a diagnosticare che la Going Merry non potrà più navigare. Nella sede centrale della Galley-La Company, durante l'attacco del CP9, sconfigge Zoro colpendolo a sorpresa; ma a Enies Lobby, nella Torre dell'Autorità Giudiziaria, viene sconfitto a sua volta, dopo una dura battaglia, dallo spadaccino. Dopo la sconfitta subita per mano di Zoro rimpiangerà i momenti vissuti a Water Seven. In seguito viene reclutato assieme a Lucci nel CP-0. È un abile spadaccino, anche se combatte più volentieri usando solo le Rokushiki. Utilizza una serie di velocissimi calci volanti in combattimento ed è così leggero da essere in grado di sfruttare le correnti ascensionali per volare per brevi tratti, tanto da essere soprannominato "Vento di montagna" (山風?, Yamakaze) dagli abitanti di Water Seven. In seguito mangia il frutto Zoo Zoo Cow Cow, modello giraffa (ウシウシの実 モデル麒麟?, Ushi Ushi no Mi, Moderu Jirafu) datogli da Spandam, che gli dà la capacità di trasformarsi in una giraffa. Nella trasformazione ibrida le sue gambe diventano molto lunghe e questo gli permette di usare la tecnica Rankyaku in modo ancora più devastante, arrivando ad usare in tutto ben quattro spade. È doppiato in giapponese da Ryōtarō Okiayu e in italiano da Paolo Sesana.

### Jabura
Jabura (ジャブラ?) è il terzo agente più forte del CP9. Ama giocare con i suoi avversari, inoltre è un tipo molto scorretto e non esita a mentire o a ingannare l'avversario pur di ucciderlo. Prima del ritorno del quartetto capitanato da Lucci da Water Seven, era secondo in forza solo a quest'ultimo e lo ha sempre visto come il suo principale rivale. Quando Fukuro decide di usare su tutti i membri del CP9 una mossa che consente di misurare la loro forza, si scopre che nel periodo in cui Kaku ha lavorato per la Galley-La Company ha superato Jabura in forza e ciò lo fa molto arrabbiare. Ad Enies Lobby arriva a un passo dall'uccidere Usop, nascosto sotto le vesti di Sogeking, ma a salvarlo interviene Sanji, che sconfigge Jabura dopo uno scontro. Jabura ha mangiato il frutto Zoo Zoo Dog Dog, modello lupo (イヌイヌの実 モデル 狼?, Inu Inu no Mi, Moderu Urufu), che gli permette di trasformarsi in un lupo. Usa il suo potere principalmente in combattimento, in aggiunta alle Rokushiki, per aumentare la sua potenza. È l'unico dei membri del CP9 ad essere in grado di muoversi liberamente dopo aver indurito il corpo con la tecnica del Tekkai, rendendo così i suoi colpi ancor più forti. È doppiato in giapponese da Masaya Takatsuka e in italiano da Gianluca Iacono.

### Blueno
Blueno (ブルーノ?, Burūno) è uno degli agenti del CP9 incaricato del recupero dei progetti di Pluton. Mantiene sempre un'espressione impassibile. Grazie al potere del frutto Paramisha Door Door (ドアドアの実?, Doa Doa no Mi, Porta Porta nell'edizione italiana dell'anime) può aprire porte su persone, oggetti o in aria, che si aprono su una specie di dimensione parallela e possono essere usate per fuggire o per eseguire attacchi a sorpresa sui nemici. Ha lavorato per diversi anni come barista a Water Seven. Durante l'attacco del CP9 alla Galley-La Company sconfigge con facilità Tilestone. Sul treno marino combatte per poco contro Sanji e poi fugge con Robin grazie ai suoi poteri, perché il suo scopo era solo quello di catturare di nuovo l'archeologa e non combattere. Infine a Enies Lobby viene sconfitto da Rufy, che attiva per la prima volta il Gear Second e lo sbaraglia. Dopo la distruzione di Enies Lobby, Blueno salva Lucci per poi scappare insieme agli altri agenti del CP9 e trasferirsi in un'altra isola per curarlo. È doppiato da Seiji Sasaki e in italiano da Tony Fuochi (ep. 240-255) e Silvio Pandolfi (episodi 256+).

### Kumadori
Kumadori (クマドリ?, Kumadori) è un agente del CP9. Fisicamente ricorda gli attori del teatro kabuki ed è un tipo molto melodrammatico che si esprime spesso mediante poesie e haiku. È solito prendersela con sé stesso per gli errori commessi dagli altri e a volte si mortifica per delle inezie, minacciando di fare harakiri anche per delle stupidaggini. Porta sempre con sé una sorta di bastone bō, che utilizza in combattimento. Padroneggia la tecnica millenaria del Ritorno alla vita (生命帰還?, Seimei kikan), che gli consente di controllare ogni singola cellula del suo corpo. Utilizza questa tecnica per animare i propri capelli e farli muovere a piacimento, usandoli come arma per immobilizzare o attaccare i nemici. Sempre grazie a questa tecnica, è anche in grado di aumentare o diminuire la propria massa corporea, dimagrendo all'istante. A Enies Lobby combatte dapprima con Nami, mettendola in difficoltà, ma successivamente Chopper decide di affrontarlo al posto della piratessa. Anche se il medico viene quasi ucciso dopo un duro combattimento, alla fine riesce a sconfiggere il nemico grazie al Monster Point. È doppiato in giapponese da Hiroaki Yoshida e in italiano da Riccardo Niseem Onorato.

### Fukuro
Fukuro (フクロウ?, Fukurou) è un agente del CP9. Ha la particolarità di avere una grossa cerniera al posto della bocca, nonostante questo non riesce a tenersi un fatto per sé e ha la tendenza a raccontare i segreti del CP9 a tutti. Viene sconfitto da Franky a Enies Lobby. È superiore in forza solo a Califa ma, al contrario degli altri, è dotato di un'abilità particolare che gli permette di misurare la forza fisica delle persone dopo essersi fatto colpire. Tale valore viene espresso in un'unità di misura chiamata doriki. Dichiara di essere un maestro nell'uso del Soru e può muoversi così velocemente da essere impossibile da vedere e da sentire. Lo stile di combattimento di Fukuro si basa principalmente su una variante dello Shigan, in cui al posto di un dito Fukuro scaglia tutto il pugno verso l'avversario a una velocità elevatissima. È doppiato da Kumiko Watanabe e in italiano da Diego Sabre.

### Califa
Califa (カリファ?, Karifa) è l'unica agente donna del CP9 nonché una degli agenti sotto copertura a Water Seven. Appare come una donna seria e pragmatica con un temperamento caldo e si diverte a mettere in imbarazzo il suo superiore, Spandam, accusandolo di molestie sessuali. Utilizza inizialmente una frusta munita di punte acuminate come arma. In seguito mangia il frutto Paramisha Bubble Bubble (アワアワの実?, Awa Awa no Mi), che le conferisce la capacità di emettere schiuma dal corpo. Quando la schiuma tocca una persona, la priva di ogni forza, impedendole di muoversi bene; inoltre, toccando l'avversario, può trasformarlo in una bambola di sapone, rendendo la pelle di questi talmente liscia da farla scivolare su qualsiasi materiale, impedendo pressoché ogni movimento. Può usare la schiuma anche per difendersi, solidificandola in un duro sapone. Sotto copertura ha lavorato a Water Seven in qualità di segretaria del sindaco Iceburg. Durante l'attacco del CP9 alla Galley-La Company sconfigge dopo un breve combattimento Peepley Lulu. A Enies Lobby riesce a sconfiggere momentaneamente Sanji, a causa della sua galanteria verso le donne, trasformandolo in una bambola di sapone grazie ai suoi poteri, ma viene poi sconfitta a sua volta da Nami. È doppiata in giapponese da Naomi Shindō e in italiano da Lorella De Luca.

### Altri agenti dei Cipher Pol
- Wanze (ワンゼ?) è un cuoco che fa parte del CP7. Ha un'aria da ebete con un largo sorriso e la stessa espressione anche se spaventato o arrabbiato. Utilizza una tecnica di combattimento chiamata Ramen Kenpo (ラーメン拳法?), che prevede l'uso di ramen per colpire l'avversario e proteggersi dagli attacchi. Il ramen viene prodotto da Wanze stesso impastando farina e saliva e fatto fuoriuscire dal naso. Nel vagone ristorante del Puffing Tom Wanze cerca di ostacolare Sanji, Sogeking e Franky nel loro tentativo di raggiungere Robin. Affronta quindi Sanji e riesce per breve tempo a metterlo in difficoltà, ma il cuoco lo sconfigge. È doppiato da Yasuhiro Takato e Riccardo Peroni.
- Nero (ネロ?) è un membro del CP9 di recente acquisizione. Soprannominato "Donnola di mare" (海イタチ?, Umi itachi), in combattimento combatte con due pistole. Viene posto a guardia del terzo vagone del Puffing Tom, dove affronta Franky venendo sconfitto. Nauseato dalla sua debolezza e dal suo scarso autocontrollo, Rob Lucci lo colpisce con degli Shigan alla schiena e lo getta in mare. È doppiato da Hidenobu Kiuchi e in italiano da Diego Sabre.
- Spandine (スパンダイン?, Supandain) era il capo del CP9 20 anni prima degli eventi attuali e il padre di Spandam. Proprio come il figlio non ha alcuna abilità a differenza dei suoi subordinati e risulta codardo e pieno di sé. Spandine guidò l'investigazione di Ohara e fu lui a sparare al professor Clover prima che potesse rivelare il nome dell'Antico Regno antecedente il Governo mondiale. Viene rivisto nelle miniavventure del CP9, dove fa visita al figlio in ospedale, che gli spiega di voler uccidere i membri del CP9 perché secondo lui lo hanno tradito, e insieme i due complottano per la loro eliminazione, ma tale piano viene sventato da Lucci e i suoi compagni, il che porta alla perdita di potere di Spandine. È doppiato da Masaya Onosaka e in italiano da Natale Ciravolo.
- Stussy (ステューシー?, Sutsyūshī) è un agente del CP0 sotto copertura. Nella malavita è conosciuta col soprannome di "La regina del quartiere a luci rosse" (歓楽街の女王?, Kanrakugai no joō). È una donna dal fisico snello e sinuoso ed è un clone dell'ex membro dei pirati Rocks Miss Buckingham Stussy, primo clone riuscito dagli esperimenti illegali dei MADS, di cui faceva parte Vegapunk[29]. È molto educata e composta e non sopporta gli insulti, tuttavia ha dimostrato di essere molto sadica e di non aver timore a uccidere chi ritiene necessario. Come gli altri membri del Cipher Pol è in grado di utilizzare le Rokushiki. Invitata al tea party di Big Mom, quando i pirati dell'imperatrice sono occupati ad affrontare Rufy e i suoi compagni, Stussy cerca di impossessarsi dello scrigno fatato: dopo la sua esplosione riesce a sfuggire ai pirati e a lasciare Whole Cake Island. Ricompare al Reverie insieme a Lucci e Kaku, per poi dirigersi assieme a loro ad Egghead, con l'ordine di eliminare Vegapunk: proprio su richiesta dello scienziato, però, tradisce il governo mettendo fuori gioco temporaneamente i due agenti. Durante l'assedio dell'isola, tuttavia, viene apparentemente uccisa da Lucci[30]. È doppiata in giapponese da Mami Kingetsu e in italiano da Patrizia Mottola.

## Vegapunk
Il dottor Vegapunk (ベガパンク?, Begapanku) è il più grande scienziato del mondo. Lavora per il Governo mondiale a capo della squadra scientifica speciale della marina. Le sue già enormi capacità intellettive sono amplificate dall'aver ingerito il frutto del diavolo Mind Mind (ノミノミの実?, Nomi Nomi no Mi), che gli consente di immagazzinare qualunque nozione, causandogli tuttavia un'espansione incontrollata del cervello in base alla quantità di conoscenza acquisita: infatti in passato aveva una testa enorme e grottesca, finché ha deciso di asportarne una parte per creare un database, chiamato Punk Records (PUNK RECORDS?, Panku Rekōzu), che costituisce parte dei suoi laboratori, con il quale resta sempre in collegamento tramite un'antenna a forma di mela impiantata al posto della parte di cranio mancante; il suo obiettivo è quello di creare una rete tra tutti i cervelli del mondo, in grado di condividere esperienze, conoscenze e ricordi. Inoltre, grazie ai suoi studi sui Frutti del diavolo ha scoperto il metodo con cui un oggetto può assimilarne uno ed è riuscito persino a creare un frutto Zoo Zoo artificiale in grado di replicare alla perfezione i poteri di Kaido, ma che reputa un fallimento per via del colore del drago, rosa anziché azzurro. Vegapunk è poi colui che ha scoperto che rivestendo la chiglia delle navi con l'agalmatolite è possibile evitare i mostri che abitano le fasce di bonaccia e che ha modificato il corpo di Orso Bartholomew tramutandolo prima in un cyborg e poi in un'arma umana priva di volontà agli ordini del Governo: quest'ultimo afferma che Vegapunk ha progredito in modo tale nella scienza che il resto dell'umanità potrà raggiungere le sue conoscenze solo tra cinquecento anni.
Nato sull'isola invernale di Karakuri, su cui ha anche costruito il suo primo laboratorio, da bambino progettò e costruì numerose apparecchiature inclusi molti animali robotici che utilizzò poi come forza lavoro. Entrò poi a far parte dell'unità scientifica illegale MADS (MADS?, Mazzu), di cui facevano parte anche Queen, Caesar Clown e Vinsmoke Judge; in particolare con quest'ultimo, iniziò a studiare il fattore di lignaggio per poter creare dei cloni, tuttavia vennero scoperti dal Governo mondiale, che arrestò Vegapunk e la maggior parte degli scienziati e lo convinse a lavorare per loro. Dopo aver scoperto la distruzione di Ohara e la morte di Clover, suo vecchio amico, rifiutò la proposta di Monkey D. Dragon di unirsi ai rivoluzionari, sostenendo che il Governo potesse fornirgli sostegno maggiore e mezzi migliori per le sue ricerche pur disapprovandone completamente l'operato. Fino a quattro anni prima dell'inizio della storia, Vegapunk aveva la sua base operativa sull'isola di Punk Hazard; tuttavia, a causa di un esperimento fallito di Caesar Clown, due dei tre laboratori esplosero, rendendo le condizioni di vita sull'isola insostenibili: l'isola fu pertanto abbandonata e messa in quarantena, costringendolo a spostare i suoi laboratori sull'isola di Egghead. Qui sfrutta le sue conoscenze per proseguire il lavoro di Clover, ma a causa del tradimento di York il governo scopre i suoi studi e invia una flotta di navi guidata da Kizaru e Saturn per ucciderlo e distruggere l'isola: chiede pertanto a Rufy, giunto ad Egghead in quel momento, di aiutarlo a fuggire. Durante l'assedio il corpo principale di Vegapunk viene ucciso da Saturn e Kizaru; ciò attiva la trasmissione di un messaggio precedentemente registrato a tutto il mondo, nel quale lo scienziato rivela le scoperte fatte durante i suoi studi sul secolo buio. È doppiato in giapponese da Yoshito Yasuhara (ep. 610) e Yōhei Tadano, e in italiano da Silvio Pandolfi.  

### Satelliti
Per poter meglio lavorare alle innumerevoli idee che costantemente gli vengono in ambito scientifico, il dottor Vegapunk ha scisso la propria personalità in ulteriori sei creature di propria invenzione chiamate Satelliti (猫?, sateraito), ciascuna con una propria indipendenza ma collegate mentalmente sia tra di loro che con Vegapunk stesso attraverso i Punk Records; tramite essi Vegapunk e i Satelliti possono condividere esperienze e conoscenze acquisite in una sorta di coscienza collettiva. Tali creature si riferiscono allo scienziato col termine Stella (本体?, Sutera). Essi sono:
- Punk-01 (PUNK-01?, Panku-Wan), chiamato Shaka (正?), che incarna la personalità buona dello scienziato.
- Punk-02 (PUNK-02?, Panku-Tsū), chiamata Lilith (悪?, Ririsu), che incarna la personalità malvagia dello scienziato. Durante l'assedio viene tramortita da Atlas per salvarla, disconnettendola anche dalla coscienza collettiva[40] e fuggendo poi con la ciurma di Rufy.
- Punk-03 (PUNK-03?, Panku-Surī), chiamato Edison (想?, Ejison), che incarna l'aspetto intuitivo dello scienziato.
- Punk-04 (PUNK-04?, Panku-Fō), chiamato Pythagoras (知?, Pitagorasu), che incarna l'aspetto analitico dello scienziato.
- Punk-05 (PUNK-05?, Panku-Faibu), chiamata Atlas (暴?, Atorasu), che incarna l'indole violenta dello scienziato.
- Punk-06 (PUNK-06?, Panku-Shikkusu), chiamata York (欲?, Yōku), che incarna l'avidità dello scienziato. Desiderosa di diventare un Nobile mondiale tradisce gli altri Vegapunk rivelando le loro ricerche sul secolo buio al governo[41].

Dopo il tradimento di York e l'invasione di Egghead da parte della marina i corpi di Shaka, Edison, Pythagoras e Atlas vengono distrutti. Nonostante ciò, le loro personalità riescono a sopravvivere nella coscienza collettiva, ricreandosi un nuovo corpo unico partendo dai loro vari pezzi di ricambio e fuggendo assieme ai Punk Records.

## Pacifista
I Pacifista (パシフィスタ?, Pashifisuta) sono cyborg creati dal dottor Vegapunk dei quali il Governo si serve per mantenere la pace o reprimere condotte sgradite nel mondo e, all'occorrenza, sono anche utilizzati dalla Marina come truppa speciale; in generale, Vegapunk ha creato i Pacifista basandosi sulla fisionomia di Orso Bartholomew e di essi ve ne sono vari modelli, dai prototipi standard ai più avanzati Mark III (マークⅢ?, Māku Surī). Ogni Pacifista riporta un codice formato dalle lettere "PX" e un numero. Posseggono forza e resistenza elevate dovute ai loro corpi modificati, possono sparare raggi laser dalla bocca e dalle mani basati sui poteri dell'ammiraglio Kizaru, ma non hanno i poteri del frutto del diavolo Pad Pad di Orso. I Pacifista, inoltre, possono identificare i pirati con una taglia sulla loro testa e agire di conseguenza senza che nessun ordine venga loro impartito. Su di loro è installato tuttavia un programma che gli impedisce di attaccare gli alleati, ma che può venire aggirato. Quattro di questi cyborg appaiono sull'arcipelago Sabaody per fermare le Undici Supernove: il PX-4 viene distrutto, dopo un lungo combattimento, dalla ciurma di Cappello di paglia; un altro viene affrontato da Eustass Kidd e Trafalgar Law con le rispettive ciurme; un altro combatte contro Urouge e X Drake, mentre il PX-1 viene fatto sparire dal vero Orso Bartholomew per salvare la ciurma di Rufy. Durante la battaglia di Marineford vengono impiegati una ventina di Pacifista, mentre per impedire la fuga dell'appena ricomposta ciurma di Cappello di paglia dalle isole Sabaody due anni dopo, vengono impiegati il PX-5 e il PX-7, che vengono sconfitti facilmente da Rufy, Zoro e Sanji.

### Seraphim
Nella seconda parte della storia, viene rivelato che Vegapunk è stato in grado di realizzare una versione più avanzata dei Pacifista, dando il nome a queste nuove armi umane di Seraphim (セラフィム?, Serafimu): quelli comparsi finora hanno l'aspetto dei precedenti membri della Flotta dei Sette in età giovanile, ma presentano anche le caratteristiche principali della razza dei lunaria, ossia la pelle scura, ali nere, capelli bianchi, una fiamma ardente sulla schiena e una capacità offensiva e difensiva fuori dal comune; come i normali Pacifista, inoltre, possono sparare raggi laser dai palmi delle mani. In alcuni di loro Vegapunk è anche riuscito a replicare, grazie alle sue ricerche, i poteri di Frutti del diavolo di tipo Paramisha. I Seraphim finora mostrati sono:
- S-Snake (S-スネーク?, Esu-Sunēku): clone di Boa Hancock, possiede i suoi stessi poteri dati dal frutto Mero Mero.
- S-Hawk (S-ホーク?, Esu-Hōku): clone di Drakul Mihawk, come quest'ultimo ha delle grandi abilità da spadaccino e possiede una spada simile alla Spada nera del suo corrispettivo, oltre ai poteri del frutto Lama Lama[50].
- S-Bear (S-ベア?, Esu-Bea): clone di Orso Bartholomew, possiede i suoi stessi poteri dati dal frutto Pad Pad.
- S-Shark (S-シャーク?, Esu-Shāku): clone di Jinbe, oltre alle tecniche del karate degli uomini pesce può utilizzare i poteri del Paramisha Swim Swim.

## Personale di Enies Lobby

### Baskerville
Baskerville (のバスカビル?, Basukabiru), detto "Baskerville dalle tre teste" (３つ首のバスカビル?, Mittsu-kubi no Basukabiru) è un giudice di Enies Lobby al servizio del Governo mondiale. Appare come un uomo gigantesco con tre teste. Oltre ad avere il potere di giudicare i criminali, controlla anche i vari agenti del governo e i marine presenti sull'isola di Enies Lobby. In realtà si scopre che si tratta di tre persone distinte, che hanno fisionomia, caratteri ed opinioni diverse: uno è sempre per condanna, l'altro per la grazia ed il terzo non si esprime mai al riguardo. Il membro a destra è Bas (バス?, Basu), a sinistra Kerville (カビル?, Kabiru) mentre quello al centro si presenta come La principessa (お姫さま?, O hime sama), ma il suo vero nome non è noto. Combattono contro alcuni membri della Franky Family e l'unico che riesce a tener loro testa è Zambai. Vengono infine colpiti da un attacco combinato di Pauly e Zambai e travolti dal Rocket Man in piena corsa. Bas è doppiato in giapponese da Masato Ōba e in italiano da Sergio Romanò, Kerville da Kōji Haramaki e in italiano da Paolo Sesana, mentre La principessa da Keiichi Sonobe e in italiano da Antonio Paiola.

### Oimo e Karsee
Oimo (オイモ?) e Karsee (カーシー?, Kāshī) sono due giganti provenienti da Erbaf. In passato erano due membri dei pirati Guerrieri Giganti, ma, dopo lo scioglimento della ciurma causato da una lite tra i due capitani Dori e Brogi, vennero catturati dal Governo. Esso, facendo loro credere di aver catturato i loro due capitani, li costrinse a lavorare come guardiani della porta principale di Enies Lobby. Durante l'assalto all'isola da parte della ciurma di Cappello di Paglia, della Franky Family e della Galley-La Company, l'inganno viene svelato loro da Sogeking, cosa che spinge i due giganti a ribellarsi e aiutare Rufy e i suoi. A seguito di questi avvenimenti, Oimo e Karsee trascorrono qualche tempo a Water Seven per poi riprendere il mare e tornare a Erbaf. Dopo i due anni intercorrenti tra la prima e la seconda parte della storia, si ricongiungono ai loro capitani, ricostituendo i pirati Guerrieri Giganti e accorrendo proprio in aiuto della ciurma di Rufy a Egghead, per poi scortarla a Erbaf. Oimo è doppiato in giapponese da Hiroshi Okamoto e in italiano da Mario Zucca (ep. 265-307), Paolo De Santis (ep. 310) e Massimo Di Benedetto (ep. 836), mentre Karsee da Kōhei Fukuhara e in italiano da Cesare Rasini (ep. 265-324).

## Personale di Impel Down

### Magellan
Magellan (マゼラン?, Mazeran) è il direttore di Impel Down fino a dopo gli eventi di Marineford, quando si dimette a causa dell'evasione di massa causata da Rufy e Teach. Ha mangiato il frutto Paramisha Doku Doku (ドクドクの実?, Doku Doku no Mi) che gli permette di rilasciare veleno dal suo corpo e utilizzarlo per intossicare i suoi avversari o sciogliere diversi materiali. L'inconveniente è che è affetto da costanti attacchi di diarrea causati dalla dieta a base di cibi avvelenati che segue, che lo costringono a passare molto del suo tempo in bagno. Affronta Rufy durante la sua infiltrazione a Impel Down e lo sconfigge grazie ai poteri derivanti dal suo frutto del diavolo. Dopo aver consegnato Ace al viceammiraglio Onigumo per il trasferimento a Marineford in vista della pubblica esecuzione, Magellan scopre che all'interno della prigione sono scoppiate varie rivolte: per questo motivo, reprime personalmente quella guidata da Bagy al livello 2; libera Shiryu per aiutarlo a occuparsi di Marshall D. Teach; e successivamente raggiunge il livello 4 per sedare l'insurrezione di Rufy, Crocodile, Jinbe, Emporio Ivankov e Mr. 2 Von Clay. Sconfitti Ivankov e Inazuma, Magellan intraprende uno scontro con Rufy, il quale riesce a toccarlo grazie a un'armatura di cera prodotta da Mr. 3. Magellan ha il sopravvento, ma quando è sul punto di catturare i prigionieri, giungono in loro soccorso Jinbe, Crocodile e Bagy che li fanno fuggire a bordo di una nave della Marina. Dopo avere assistito alla fuga dei prigionieri e all'apertura del Cancello della Giustizia, si reca nella sala comandi della prigione dove riesce a bloccare Mr. 2 che era rimasto indietro per assumere le sembianze del direttore, farsi aprire la porta e consentire agli altri di fuggire. In seguito Magellan viene gravemente ferito dal secondo gruppo di evasi proveniente dal sesto livello e lasciato in fin di vita. Due anni dopo la guerra di Marineford, Magellan cede la carica di direttore a Hannyabal e retrocede a vice-direttore. È doppiato in giapponese da Mitsuaki Hoshino e in italiano da Mario Zucca.

### Shiryu
Shiryu (シリュウ?, Shiryū) era il capo carceriere di Impel Down. È noto con l'epiteto "Shiryu della pioggia" (雨のシリュウ?, Ame no Shiryū) ed è un abilissimo spadaccino; entra poi in possesso del frutto Paramisha Suke Suke, che rende invisibili, dopo aver eliminato Absalom. In passato uccideva senza problemi e senza un motivo valido i carcerati della prigione e, per questo, entrò in conflitto con Magellan, che lo affrontò e lo sconfisse facendolo poi rinchiudere al livello 6 e togliendogli il suo incarico. Dopo la fuga di Rufy e degli altri evasi, Shiryu viene liberato da Magellan, che gli affida il compito di fermare Marshall D. Teach; Shiryu, tuttavia, una volta libero si ribella, lascia passare la ciurma di Barbanera e attacca la sala delle comunicazioni principali della prigione in modo da impedire ogni contatto con l'esterno. Consegna poi a Teach e ai suoi compagni l'antidoto per il veleno di Magellan, visto che questi erano stati attaccati dal direttore, e decide di entrare nella loro ciurma perché nella prigione non avrebbe avuto futuro. Ricompare quindi a Marineford, insieme con i suoi nuovi compagni, dove attacca Barbabianca in un attacco congiunto con gli altri. Due anni dopo viene rivelato che è diventato il comandante della seconda flotta della ciurma di Barbanera. Jesus Burgess lo informa che è riuscito a trovare Baltigo, la base segreta dell'Armata rivoluzionaria, e parte quindi in suo soccorso insieme a Lafitte. In seguito, dopo aver ucciso Absalom, ruba il suo frutto del diavolo. È doppiato in giapponese da Takayuki Sugō e in italiano da Cesare Rasini.

### Hannyabal
Hannyabal (ハンニャバル?, Hannyabaru) è il vice-direttore di Impel Down fino a dopo gli eventi di Marineford, quando viene promosso a direttore dopo le dimisioni di Magellan. È una persona molto ambiziosa ed arrivista e spesso cerca di dimostrare la sua superiorità rispetto a Magellan per poter prendere il suo posto, non dispiacendosi se le responsabilità ricadano sul direttore. Hannyabal vanta un'eccellente abilità combattiva: utilizza una lancia a doppia lama, chiamata Falce succhiasangue (血吸?, Kessui) e ha una resistenza fisica molto elevata. Si fa beffare da Mr. 2 che, trasformatosi in Nami, lo cattura e lo rinchiude nella stanza delle torture della prigione. Successivamente, liberato dalle guardie, scopre che alcuni prigionieri sono evasi. Temendo di perdere il suo posto da vice-direttore, decide così di affrontarli e chiama a raccolta Saldeath, Sady-Chan e tutte le guardie della prigione per bloccare loro la fuga, ma è sconfitto da Rufy. Due anni dopo ricompare nelle miniavventure di inizio capitolo come nuovo direttore della prigione. È doppiato in giapponese da Tetsuo Gotō e in italiano da Claudio Ridolfo.

### Domino
Domino (ドミノ?) è la vice-capo carceriere di Impel Down. Viene incaricata di perquisire Boa Hancock ma è pietrificata da Hancock stessa per permettere a Rufy di introdursi segretamente nella prigione. In seguito prende parte alla cattura del pirata e scorta Ace alle navi della Marina per la sua imminente esecuzione a Marineford. Nelle miniavventure di inizio capitolo riappare due anni dopo i fatti di Impel Down come nuova capo carceriere. È doppiata in giapponese da Naomi Shindō e in italiano da Donatella Fanfani.

### Altri membri del personale di Impel Down

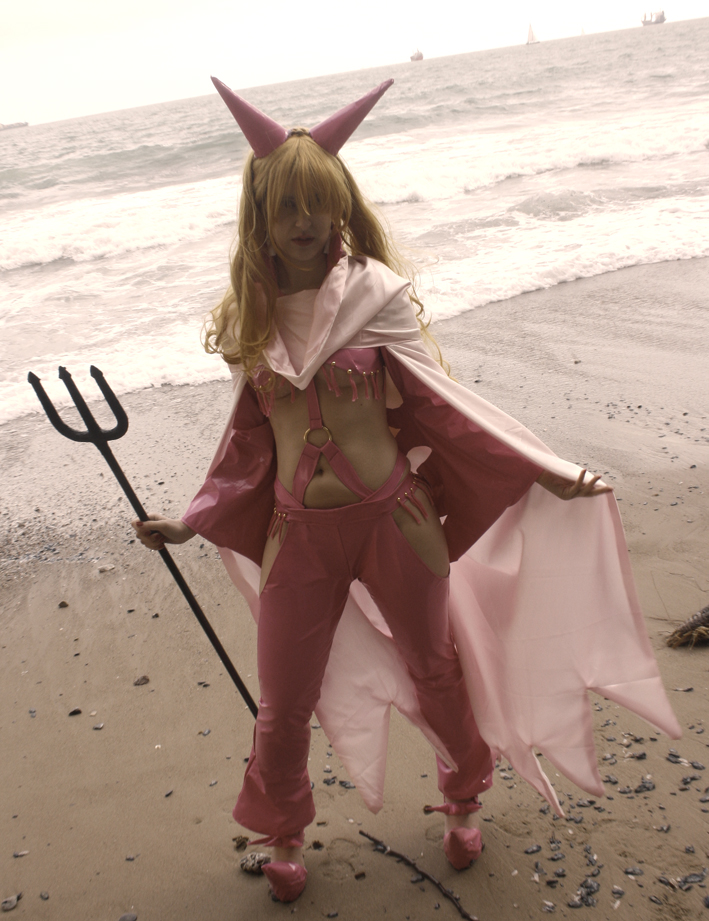
Cosplayer di Sady-chan

- Sady-chan (サディちゃん?) è il capo delle guardie di Impel Down insieme a Saldeath. Inoltre è la comandante dei Guardiani demoniaci. In battaglia usa una frusta nascosta nel suo tridente. Il suo passatempo preferito è quello di far provare dolore alla gente. In seguito all'evasione dei prigionieri, le viene ordinato di fermare i fuggitivi ma è sconfitta da Ivankov[66]. Due anni dopo i fatti di Marineford ha iniziato una relazione con Magellan. È doppiata in giapponese da Yuka Koyama e in italiano da Beatrice Caggiula.
- Saldeath (サルデス?, Sarudesu) è il capo delle guardie di Impel Down insieme a Sady-chan. Inoltre è il comandante dei Blugori, ai quali impartisce ordini tramite il tridente che porta con sé che e funge da flauto. Riesce per breve tempo a catturare Rufy, Bagy e Mr. 3, ma se li lascia scappare dopo che la rete di agalmatolite in cui erano imprigionati viene rotta[68]. Ordina quindi ai Blu gorilla di riacciuffare Rufy, ma questo ne atterra qualcuno e poi scappa. Dopo la cattura di quest'ultimo, Saldeath viene incaricato di riportare i prigionieri nelle loro celle. È doppiato in giapponese da Kazuya Nakai e in italiano da Massimo Di Benedetto.
- I Blu gorilla (ブルーゴリラ?, Burū gorira) o Blugori (ブルゴリ?, Burugori) sono grossi gorilla ammaestrati che portano una maschera a forma di teschio sul volto e che brandiscono un'enorme ascia bipenne. Sono comandati da Saldeath. Hanno una forza sovrumana, sono degli esperti nuotatori e riforniscono la prigione di cibo andando a caccia degli enormi mostri marini che si aggirano intorno a Impel Down.
- I Guardiani demoniaci (獄卒獣?, Gokusotsujū) sono quattro uomini (Minokoala, Minorhinocheros, Minotauros e Minozebra) che hanno ingerito altrettanti frutti Zoo Zoo, dei quali hanno sviluppato il risveglio senza però riuscire a padroneggiarlo: essi sono stati quindi consumati dalla loro natura animale e hanno perso quasi completamente le loro caratteristiche umane, trasformandosi in creature mostruose[69]. Sono comandati da Sady-chan. Affrontano i fuggitivi al quarto livello ma sono facilmente sconfitti; dopo essersi ripresi, inseguono gli evasori, ma vengono nuovamente messi al tappeto da Rufy e Jinbe.